# ISO 3166-2:MN
Artículo principal: ISO 3166-2
La ISO 3166-2:MN es la norma ISO que define los geocódigos específicos de Mongolia. Es el subconjunto de la ISO 3166-2 que especifica los códigos de las subdivisiones administrativas del país. La primera parte de estos códigos es la clave definida para Mongolia en la ISO 3166-1 (MN) y la segunda parte es un número de tres dígitos para cada aymag (provincia) —un solo dígito para la capital, que cuenta con un estatus equivalente.

## Códigos
Los códigos de las unidades territoriales de Mongolia según la ISO 3166-2:MN son los siguientes:
| Código ISO | Nombre      | Categoría         |
| ---------- | ----------- | ----------------- |
| MN-1       | Ulán Bator  | capital           |
| MN-073     | Arhangay    | aimag (provincia) |
| MN-069     | Bayanhongor | aimag (provincia) |
| MN-071     | Bayan-Ölgiy | aimag (provincia) |
| MN-067     | Bulgan      | aimag (provincia) |
| MN-037     | Darhan-Uul  | aimag (provincia) |
| MN-061     | Dornod      | aimag (provincia) |
| MN-063     | Dornogovi   | aimag (provincia) |
| MN-059     | Dundgovi    | aimag (provincia) |
| MN-057     | Zavhan      | aimag (provincia) |
| MN-065     | Govi-Altay  | aimag (provincia) |
| MN-064     | Govisümber  | aimag (provincia) |
| MN-039     | Hentiy      | aimag (provincia) |
| MN-043     | Hovd        | aimag (provincia) |
| MN-041     | Hövsgöl     | aimag (provincia) |
| MN-053     | Ömnögovi    | aimag (provincia) |
| MN-035     | Orhon       | aimag (provincia) |
| MN-055     | Övörhangay  | aimag (provincia) |
| MN-049     | Selenge     | aimag (provincia) |
| MN-051     | Sühbaatar   | aimag (provincia) |
| MN-047     | Töv         | aimag (provincia) |
| MN-046     | Uvs         | aimag (provincia) |